# Srinivasa Aiyangar Ramanujan
Srinivasa Aiyangar Ramanujan (engelskt uttal: [ˈsriːniˌvɑːsə_rɑːˈmɑːnʊdʒən]; listen (fil)), född 22 december 1887 i Erode i nuvarande Tamil Nadu, död i tuberkulos 26 april 1920 i Kumbakonam, var en indisk autodidakt matematiker.

## Biografi
Ramanujan är mest känd för att han hade en enastående intuitiv förmåga vad gällde arbete med tal och formler.
Ramanujan var enligt sin levnadstecknare P. V. Seshu Aiyar äldsta barnet till en bokhållare hos en klädhandlare i staden Kumbakonam cirka 25 mil sydväst om Chennai och modern var en kvinna med ”utpräglat sunt förnuft” från Erode, troligen är det hans födelseort. Båda föräldrarna kom från tämligen fattiga brahmanska familjer.  Ramanujan började skolan vid fem års ålder och fick vid sju års ålder en friplats vid stadsgymnasiet. Han lär ha varit lugn och meditativ; med ett utomordentligt minne och intresse för bland annat magiska kvadrater. Vid 15 års ålder fick han låna G. Shoobridge Carrs Synopsis of Pure mathematics, vilket anges ha öppnat matematikens värld för honom. Han kom in vid högskolan i Kumbakonam och fick ett stipendium, som han förlorade året därpå på grund av bristande kunskaper i engelska. Han begav sig till Madras där han tenterade för den preliminära filosofiska examen, men misslyckades. Under några år fortsatte han sitt självständiga arbete med matematik, gifte sig 1909 och måste ta fast anställning för försörjningens skull. En matematikintresserad distriktsfogde, Ramachandra Rao, kom att bistå Ramanujan både ekonomiskt och med kontakter. Åren 1911–1912 fick Ramannujan artiklar publicerade i Journal of the Indian Mathematical Society och i januari 1913 fick han hjälp att skriva ett brev till den engelske matematikern Godfrey Harold Hardy som sedan försökte få över honom till Cambridge i England, vilket han vägrade på grund av kastfördomar och moderns vägran att ge sitt bifall. I maj 1913 erhöll Ramannujan med hjälp av sina vänner ett stipendium, så han kunde sluta sin tjänst som kanslist vid hamnstyrelsen. Slutligen gav modern sitt tillstånd och han for till England. Hans kunskaper i modern matematik var häpnadsväckande begränsade, liksom deras djup och originalitet inom hans intressesfär, som huvudsakligen rörde talteorin och ofta bestod av formler utan bevis, så man avstod från att försöka lära honom matematik från grunden.
Våren 1917 sviktade för första gången Ramannujans hälsa på grund av tuberkulos och han var inlagd på sjukhem och sanatorier. Han valdes in i Royal Society och blev ledamot av Trinity College, vilket uppmuntrade honom. Året därpå skedde förbättring i hälsotillståndet och han återupptog sitt arbete, men återvände 1919 till Indien, där han avled året därpå.
En ofta berättad anekdot är den när hans vän, den engelske matematikern G.H. Hardy, kom till honom då han låg sjuk. Hardy sade att han hade åkt med en taxi med nummer 1729, vilket syntes Hardy vara ett helt ointressant tal. Ramanujan svarade då genast att det tvärtom är ett mycket intressant tal, då det är det minsta heltal som kan skrivas som summan av två kuber på två olika sätt. Sådana tal kallas med utgångspunkt från detta "taxital". (Anmärkning: 1729 = 12³ + 1³ = 10³ + 9³)  
En annan matematiker, John Edensor Littlewood, lär ha kommenterat anekdoten med att varje positivt heltal är en av Ramanujans personliga vänner.
Ramanujan formulerade Brocards problem 1913 oberoende av dess tidigare franske upptäckare Henri Brocard. 
Srinivasa Ramanujans liv porträtteras i filmen The Man Who Knew Infinity (2015)

## Matematiska resultat

### Elementärmatematik
Ramanujan bevisade flera fascinerande elementära resultat:
{\displaystyle (3x^{2}+5xy-5y^{2})^{3}+(4x^{2}-4xy+6y^{2})^{3}+(5x^{2}-5xy-3y^{2})^{3}=(6x^{2}-4xy+4y^{2})^{3}}
{\displaystyle {\sqrt {(n+a)^{2}+x\,a+x\,{\sqrt {(n+a)^{2}+(x+n)\,a+(x+n)\,{\sqrt {(n+a)^{2}+(x+2n)\,a+(x+2n)\,{\sqrt {\dots }}}}}}}}}
{\displaystyle =x\,+\,n\,+\,a.}
Han upptäckte flera approximationer för pi:
{\displaystyle {\frac {9}{5}}+{\sqrt {\frac {9}{5}}}=3.1416^{+}}
{\displaystyle {\sqrt[{4}]{3^{4}+2^{4}+{\frac {1}{2+({\frac {2}{3}})^{2}}}}}={\sqrt[{4}]{\frac {2143}{22}}}=3.14159\ 2652^{+}.}
Några identiteter för rötter:
{\displaystyle {\sqrt[{4}]{\frac {3+2{\sqrt[{4}]{5}}}{3-2{\sqrt[{4}]{5}}}}}={\frac {{\sqrt[{4}]{5}}+1}{{\sqrt[{4}]{5}}-1}}={\tfrac {1}{2}}\left(3+{\sqrt[{4}]{5}}+{\sqrt {5}}+{\sqrt[{4}]{125}}\right),}
{\displaystyle {\sqrt {{\sqrt[{3}]{28}}-{\sqrt[{3}]{27}}}}={\tfrac {1}{3}}\left({\sqrt[{3}]{98}}-{\sqrt[{3}]{28}}-1\right),}
{\displaystyle {\sqrt[{3}]{{\sqrt[{5}]{\frac {32}{5}}}-{\sqrt[{5}]{\frac {27}{5}}}}}={\sqrt[{5}]{\frac {1}{25}}}+{\sqrt[{5}]{\frac {3}{25}}}-{\sqrt[{5}]{\frac {9}{25}}},}
{\displaystyle {\sqrt[{3}]{\ {\sqrt[{3}]{2}}\ -1}}={\sqrt[{3}]{\frac {1}{9}}}-{\sqrt[{3}]{\frac {2}{9}}}+{\sqrt[{3}]{\frac {4}{9}}}.}

### Kombinatorik
Ramanujan studerade Bernoullitalen och upptäckte flera av deras fascinerande egenskaper:
{\displaystyle {{m+3} \choose {m}}B_{m}={\begin{cases}{{m+3} \over 3}-\sum \limits _{j=1}^{m/6}{m+3 \choose {m-6j}}B_{m-6j},&{\mbox{om}}\ m\equiv 0{\pmod {6}};\\{{m+3} \over 3}-\sum \limits _{j=1}^{(m-2)/6}{m+3 \choose {m-6j}}B_{m-6j},&{\mbox{om}}\ m\equiv 2{\pmod {6}};\\-{{m+3} \over 6}-\sum \limits _{j=1}^{(m-4)/6}{m+3 \choose {m-6j}}B_{m-6j},&{\mbox{om}}\ m\equiv 4{\pmod {6}}.\end{cases}}}

### Oändliga serier
Ramanujan upptäckte ett flertal oändliga serier för π, såsom
{\displaystyle {\frac {1}{\pi }}={\frac {2{\sqrt {2}}}{9801}}\sum _{k=0}^{\infty }{\frac {(4k)!(1103+26390k)}{(k!)^{4}396^{4k}}}.}
Ett annat av hans resultat för oändliga serier är
{\displaystyle \left[1+2\sum _{n=1}^{\infty }{\frac {\cos(n\theta )}{\cosh(n\pi )}}\right]^{-2}+\left[1+2\sum _{n=1}^{\infty }{\frac {\cosh(n\theta )}{\cosh(n\pi )}}\right]^{-2}={\frac {2\Gamma ^{4}\left({\frac {3}{4}}\right)}{\pi }}}
för alla   {\displaystyle \theta }, där  {\displaystyle \Gamma (z)} är gammafunktionen. Han bevisade ett flertal redan kända resultat för hypergeometriska serier, men även flera nya:
{\displaystyle 1-5\left({\frac {1}{2}}\right)^{3}+9\left({\frac {1\times 3}{2\times 4}}\right)^{3}-13\left({\frac {1\times 3\times 5}{2\times 4\times 6}}\right)^{3}+\cdots ={\frac {2}{\pi }}}
{\displaystyle 1+9\left({\frac {1}{4}}\right)^{4}+17\left({\frac {1\times 5}{4\times 8}}\right)^{4}+25\left({\frac {1\times 5\times 9}{4\times 8\times 12}}\right)^{4}+\cdots ={\frac {2^{\frac {3}{2}}}{\pi ^{\frac {1}{2}}\Gamma ^{2}\left({\frac {3}{4}}\right)}}.}
Det första resultatet var redan känt, men det andra var antagligen ett nytt resultat.
Andra resultat:
{\displaystyle {{4} \over {\pi }}={{1123} \over {882}}-{{22183} \over {882^{3}}}{{1} \over {2}}{{1\cdot 3} \over {4^{2}}}+{{44443} \over {882^{5}}}{{1\cdot 3} \over {2\cdot 4}}{{1\cdot 3\cdot 5\cdot 7} \over {4^{2}\cdot 88^{2}}}\cdots }
{\displaystyle \sum _{k=0}^{\infty }{2k \choose k}{{1} \over {2^{2k}(2k+1)^{2}}}={{\pi } \over {2}}\log 2}
{\displaystyle \sum _{k=0}^{\infty }{2k \choose k}{{3^{k}} \over {2^{4k}(2k+1)^{2}}}={{\pi } \over {3{\sqrt {3}}}}\log(3)-2{{\pi ^{2}} \over {27}}+\sum _{k=0}^{\infty }{{1} \over {(3k+1)^{2}}}}
{\displaystyle \lim _{x\to \infty }e^{{{x^{3}} \over {9}}-{x \over {12}}}\prod _{k=1}^{x}{\biggl (}{{k} \over {x}}{\biggr )}^{k^{2}}=e^{{\zeta (3)} \over {4\pi ^{2}}}.}

### Integraler
Ramanujan räknade ut massor med intressanta integraler, såsom
{\displaystyle \int _{0}^{\infty }{\cfrac {1+{x}^{2}/({b+1})^{2}}{1+{x}^{2}/({a})^{2}}}\times {\cfrac {1+{x}^{2}/({b+2})^{2}}{1+{x}^{2}/({a+1})^{2}}}\times \cdots \;\;dx={\frac {\sqrt {\pi }}{2}}\times {\frac {\Gamma (a+{\frac {1}{2}})\Gamma (b+1)\Gamma (b-a+{\frac {1}{2}})}{\Gamma (a)\Gamma (b+{\frac {1}{2}})\Gamma (b-a+1)}}.}

### Kedjebråk
Ramanujan härledde ett stort antal intressanta formler för kedjebråk:
{\displaystyle 1+{\frac {1}{1\cdot 3}}+{\frac {1}{1\cdot 3\cdot 5}}+{\frac {1}{1\cdot 3\cdot 5\cdot 7}}+{\frac {1}{1\cdot 3\cdot 5\cdot 7\cdot 9}}+\cdots +{1 \over 1+{1 \over 1+{2 \over 1+{3 \over 1+{4 \over 1+{5 \over 1+\cdots }}}}}}={\sqrt {\frac {e\cdot \pi }{2}}}}
{\displaystyle {\sqrt {\varphi +2}}-\varphi ={\cfrac {e^{-2\pi /5}}{1+{\cfrac {e^{-2\pi }}{1+{\cfrac {e^{-4\pi }}{1+{\cfrac {e^{-6\pi }}{1+\,\cdots }}}}}}}}}
där {\displaystyle \varphi ={\frac {1+{\sqrt {5}}}{2}}} är det gyllene snittet;
{\displaystyle {\frac {1}{\displaystyle 1+{\frac {e^{-2\pi {\sqrt {5}}}}{\displaystyle 1+{\frac {e^{-4\pi {\sqrt {5}}}}{\displaystyle 1+{\frac {e^{-6\pi {\sqrt {5}}}}{\ddots }}}}}}}}={\Biggl (}{\frac {\sqrt {5}}{1+^{5}{\sqrt {5^{\frac {3}{4}}({\frac {{\sqrt {5}}-1}{2}})^{\frac {5}{2}}-1}}}}-{\frac {{\sqrt {5}}+1}{2}}{\Biggr )}\cdot e^{2\pi /{\sqrt {5}}}.}

### Q-serier
{\displaystyle \;_{1}\psi _{1}\left[{\begin{matrix}a\\b\end{matrix}};q,z\right]=\sum _{n=-\infty }^{\infty }{\frac {(a;q)_{n}}{(b;q)_{n}}}z^{n}={\frac {(b/a,q,q/az,az;q)_{\infty }}{(b,b/az,q/a,z;q)_{\infty }}}}
om |q| < 1 och |b/a| < |z| < 1.
Rogers–Ramanujan-identiteterna:
{\displaystyle G(q)=\sum _{n=0}^{\infty }{\frac {q^{n^{2}}}{(q;q)_{n}}}={\frac {1}{(q;q^{5})_{\infty }(q^{4};q^{5})_{\infty }}}=1+q+q^{2}+q^{3}+2q^{4}+2q^{5}+3q^{6}+\cdots \,}
och
{\displaystyle H(q)=\sum _{n=0}^{\infty }{\frac {q^{n^{2}+n}}{(q;q)_{n}}}={\frac {1}{(q^{2};q^{5})_{\infty }(q^{3};q^{5})_{\infty }}}=1+q^{2}+q^{3}+q^{4}+q^{5}+2q^{6}+\cdots \,} .
Övriga q-serier:
{\displaystyle \sum _{k=0}^{\infty }p(5k+4)q^{k}=5{\frac {(q^{5})_{\infty }^{5}}{(q)_{\infty }^{6}}}}
{\displaystyle \sum _{k=0}^{\infty }p(7k+5)q^{k}=7{\frac {(q^{7})_{\infty }^{3}}{(q)_{\infty }^{4}}}+49q{\frac {(q^{7})_{\infty }^{7}}{(q)_{\infty }^{8}}}}
där p(n) är partitionsfunktionen. Simpla korollarium av det här är kongruenserna
{\displaystyle p(5k+4)\equiv 0{\pmod {5}}}
{\displaystyle p(7k+5)\equiv 0{\pmod {7}}.}
Ramanujan upptäckte dessutom en tredje kongruens,
{\displaystyle p(11k+6)\equiv 0{\pmod {11}}.}

### Eisensteinserier
Låt
{\displaystyle L(q)=1-24\sum _{n=1}^{\infty }{\frac {nq^{n}}{1-q^{n}}}=E_{2}(\tau )}
{\displaystyle M(q)=1+240\sum _{n=1}^{\infty }{\frac {n^{3}q^{n}}{1-q^{n}}}=E_{4}(\tau )}
{\displaystyle N(q)=1-504\sum _{n=1}^{\infty }{\frac {n^{5}q^{n}}{1-q^{n}}}=E_{6}(\tau ),}
då är
{\displaystyle q{\frac {dL}{dq}}={\frac {L^{2}-M}{12}}}
{\displaystyle q{\frac {dM}{dq}}={\frac {LM-N}{3}}}
{\displaystyle q{\frac {dN}{dq}}={\frac {LN-M^{2}}{2}}.}
De här formlerna leder till korollarium för aritmetiska funktioner. Om vi definierar
{\displaystyle \sigma _{p}(0)={\frac {1}{2}}\zeta (-p),\;}   
då är
{\displaystyle \sum _{k=0}^{n}\sigma (k)\sigma (n-k)={\frac {5}{12}}\sigma _{3}(n)-{\frac {1}{2}}n\sigma (n).}

### Falska modulära former
Ramanujan upptäckte funktioner kända som falska modulära former. Ett exempel är följande funktion: 
{\displaystyle f(q)=\sum _{n\geq 0}{q^{n^{2}} \over (-q;q)_{n}^{2}}} (talföljd A000025 i OEIS).
Han upptäckte flera relationer mellan dem. Några exempel är följande (för definitionerna på dessa funktioner se själva artikeln):
{\displaystyle {\begin{aligned}2\phi (-q)-f(q)&=f(q)+\psi (-q)=\theta _{4}(q)\prod _{r>0}\left(1+q^{r}\right)^{-1}\\4\chi (q)-f(q)&=3\theta _{4}^{2}\left(0q^{3}\right)\prod _{r>0}\left(1-q^{r}\right)^{-1}\\2\rho (q)+\omega (q)&=3\left(q^{-{\frac {1}{2}}{\frac {3}{8}}}\theta _{2}\left[0,q^{\frac {3}{2}}\right]\right)^{2}\prod _{r>0}\left(1-q^{2r}\right)^{-1}\\v(\pm q)\pm q\omega \left(q^{2}\right)&={\frac {1}{2}}q^{-{\frac {1}{4}}}\theta _{2}(0,q)\prod _{r>0}\left(1+q^{2r}\right)\\f\left(q^{8}\right)\pm 2q\omega (\pm q)\pm 2q^{3}\omega \left(-q^{4}\right)&=\theta _{3}(0,\pm q)\theta _{3}\left(0,q^{2}\right)^{2}\prod _{r>0}\left(1-q^{4r}\right)^{-2}\end{aligned}}}

## Matematiska begrepp uppkallade efter Ramanujan
Det finns ett stort antal funktioner, konstanter, satser och förmodanden uppkallade efter Ramanujan. Några exempel är:
- Hardy–Ramanujans sats
- Landau–Ramanujans konstant
- Ramanujans graf
- Ramanujans kongruenser
- Ramanujan–Nagells ekvation
- Ramanujan–Peterssons förmodan
- Ramanujans summa
- Ramanujan–Soldners konstant
- Ramanujans taufunktion
- Ramanujans thetafunktion
- Rogers–Ramanujan-identiteterna
- Rogers–Ramanujans kedjebråk

## Utmärkelser
- Asteroiden 4130 Ramanujan[12]